# 樋口隆康
樋口 隆康（ひぐち たかやす、1919年6月1日 - 2015年4月2日）は、日本の考古学者。京都大学名誉教授。文学博士（京都大学・1962年）。

## 来歴

### 生い立ち
福岡県田川郡添田町に生まれる。小倉中学校、第一高等学校を経て、1943年京都帝国大学文学部史学科卒。

### 研究者として
1957年京都大学文学部助教授、同年より敦煌を調査。1959年以降、京都大学学術調査隊に参加してインド、アフガニスタン、パキスタンなどの仏教遺跡を調査。1975年教授。1983年定年退官、名誉教授。泉屋博古館館長、奈良県立橿原考古学研究所長。シルクロード学研究センター所長、京都府埋蔵文化財調査研究センター理事長を歴任。
2015年4月2日死去。95歳没。

## 受賞
- 1985年 和歌山市文化賞
- 1989年 NHK放送文化賞
- 1992年 京都府文化賞特別功労賞
- 1995年 大同生命地域研究賞

## 家族・親族
- 長男の樋口富士男は医学者となり、久留米大学医学部教授を経て名誉教授となった。隆康の葬儀においては、富士男が長男として喪主を務めている[5]。
- 孫のにしむらまやは声優となった[6]。

## 著書
- 中国の銅器 中央公論美術出版 1967、「中国の古銅器」学生社 2011
- インドの仏跡 朝日新聞社 1969
- 沈黙の世界史 第9 北京原人から銅器まで 中国 新潮社 1969
- 日本人はどこからきたか 1971（講談社現代新書）
- 古代中国を発掘する 馬王堆、満城他 1975（新潮選書）
- 古鏡 新潮社 1979.10
- ガンダーラへの道 シルクロード調査紀行 サンケイ出版 1980.11、のち旺文社文庫、レグルス文庫
- バーミヤーンの石窟 同朋舎出版 1980.10
- 東西文明の接点・ガンダーラ 日本放送出版協会 1984.4（NHK市民大学）
- シルクロード考古学 全4巻 法蔵館 1986
- シルクロード考古学 アルバム 法蔵館 1986.11
- ガンダーラの美神と仏たち その源流と本質 日本放送出版協会 1986.5（NHKブックス）
- シルクロードを掘る 大阪書籍 1987.6（朝日カルチャーVブックス）
- 大陸からみた古代日本 学生社 1990.10
- 三角縁神獣鏡綜鑑 新潮社 1992.10
- 始皇帝を掘る 学生社 1996.5
- シルクロードから黒塚の鏡まで 学生社 1999.10
- アフガニスタン 遺跡と秘宝 文明の十字路の五千年 日本放送出版協会 2003.4
- 「図説」蘇るバーミヤーン アフガニスタンに刻まれた不滅の文化遺産 同朋舎メディアプラン 2003.10
- 地中海シルクロード遺跡の旅 日本放送出版協会 2007.8

## 共著
- 世界考古学大系 第12巻 ヨーロッパ・アフリカ 第1(先史時代) 江上波夫共編 平凡社 1961
- 人類学要論 横田健一共著 ミネルヴァ書房 1964
- 世界歴史 第1巻 先史の世界 有光教一共編 人文書院 1965
- チャカラク・テペ 北部アフガニスタンにおける城塞遺跡の発掘 1964～1967 桑山正進共著、水野清一編 京都大学 1970
- 中国美術 第4巻 銅器・玉 林巳奈夫共著 講談社 1973
- 古代史発掘 5 大陸文化と青銅器 弥生時代 2 講談社 1974
- 京都考古学散歩 学生社 1976
- 世界の博物館 21 故宮博物院 紫禁城と中国4000年の文物 講談社 1978.9
- タレリ ガンダーラ仏教寺院址の発掘報告 1963～1967 水野清一共編 同朋舎 1978.8
- シルクロードと仏教文化 続  東洋哲学研究所 1980.4
- バーミヤーン 京都大学中央アジア学術調査報告1-4 同朋舎出版 1983-84
- 中国青銅器百選 円城寺次郎共編 日本経済新聞社 1984.6
- 酒器 1-2 泉屋博古館 1985-94
- NHK大黄河 第3巻 黄土高原=文明のゆりかご NHK取材班共著 日本放送出版協会 1986.11
- 世界の大遺跡 8 インドの聖域 講談社 1988.3
- 世界の大遺跡 9 古代中国の遺産 講談社 1988.6
- 鏡鑑 泉屋博古館 1990.3
- 中国美術全集 工芸編 5 青銅器 2 李学勤共著 京都書院 1996.6
- 三角縁神獣鏡と邪馬台国 王仲殊,西谷正共著 梓書院 1997.9
- 食器 泉屋博古館 1997.2
- 長江文明の曙 梅原猛、厳文明共著 角川書店 2000.2（長江文明の探求）
- 実事求是この道 樋口隆康聞書 岩尾清治 西日本新聞社 2001.7

## 翻訳
- 考古学の歩み ジョルジュ・ドー 村田数之亮共訳 白水社 1954（文庫クセジュ）
- 中国考古学研究 夏鼐（中国語版） 学生社 1981.3

## 記念論集
- 展望アジアの考古学 樋口隆康教授退官記念論集 新潮社 1983.3

## 参考出典
- 「実事求是この道」